# Mozambik
Mozambik vagy hivatalosan a Mozambiki Köztársaság (portugál: República de Moçambique) az Indiai-óceán partján, a déli szélesség 10. és a 27. foka között fekvő délkelet-afrikai állam. Tanzánia, Malawi, Zambia, Zimbabwe, a Dél-afrikai Köztársaság és Szváziföld határolja, Madagaszkártól a Mozambiki-csatorna választja el.
Mozambik egyetlen hivatalos nyelve a portugál, amelyet a népesség mintegy fele többnyire második nyelvként beszél. A lakosság túlnyomórészt bantukból áll. Az ország a világ egyik legszegényebb és legfejletlenebb országa.

## Nevének eredete
Az ország névadója a Mozambik-sziget (Ilha de Moçambique), amely egy 10. század táján élt arab kereskedőről, Ali Mussza bin Bik után kapta a nevét, aki első felfedezője és birtokosa volt a szigetnek.

## Földrajz

### Domborzat

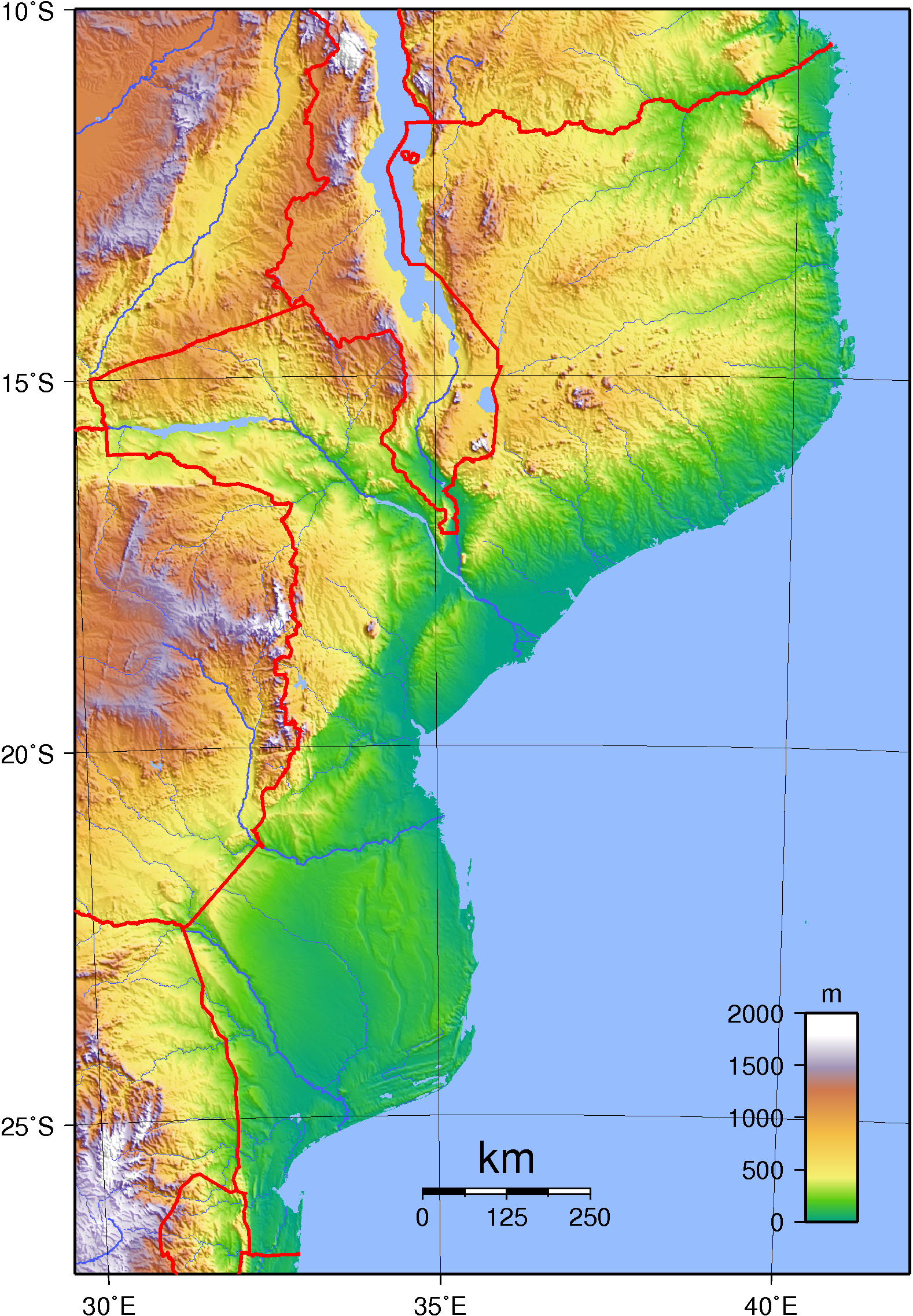
Mozambik domborzati térképe

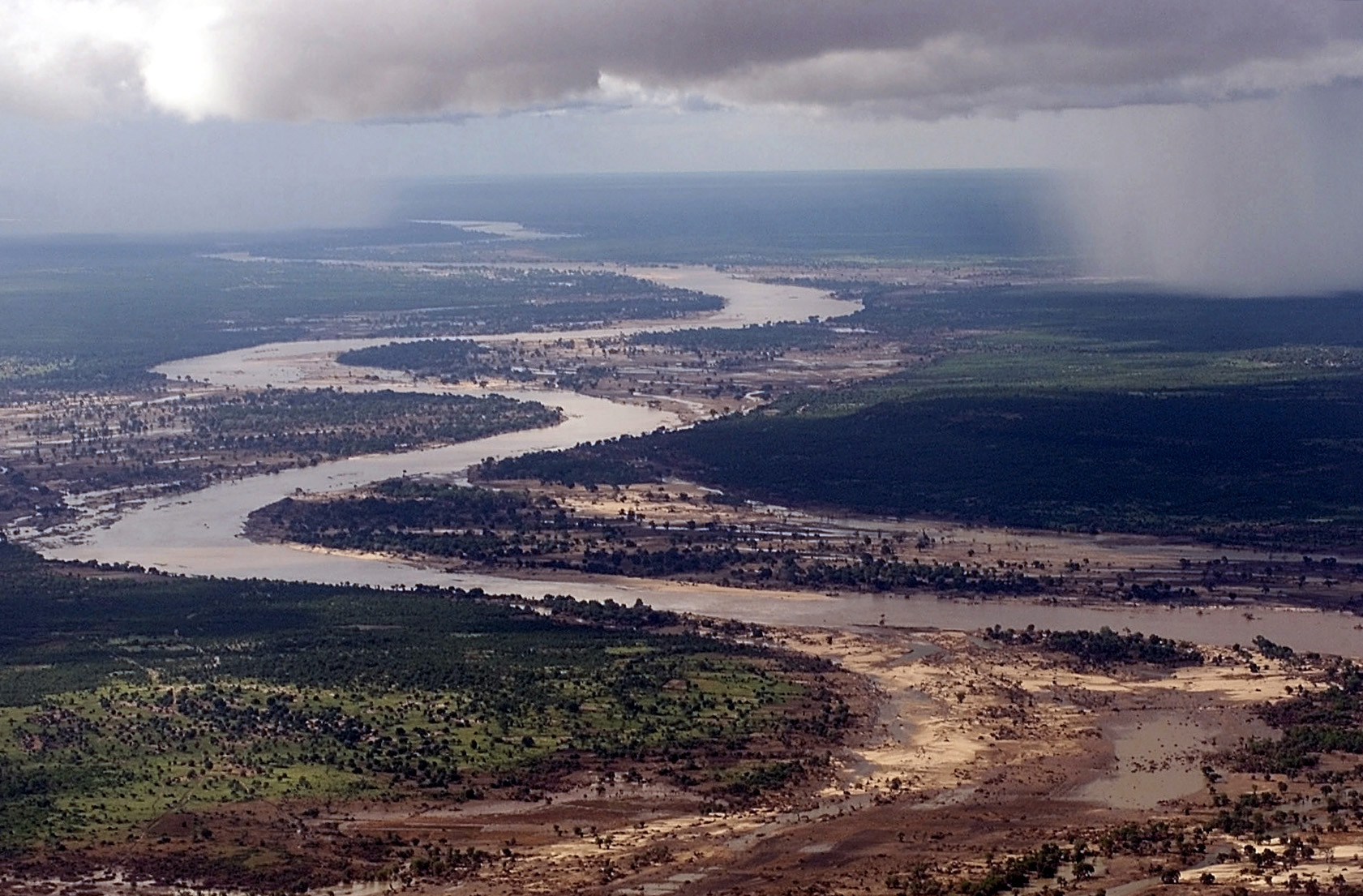
A Limpopo folyó

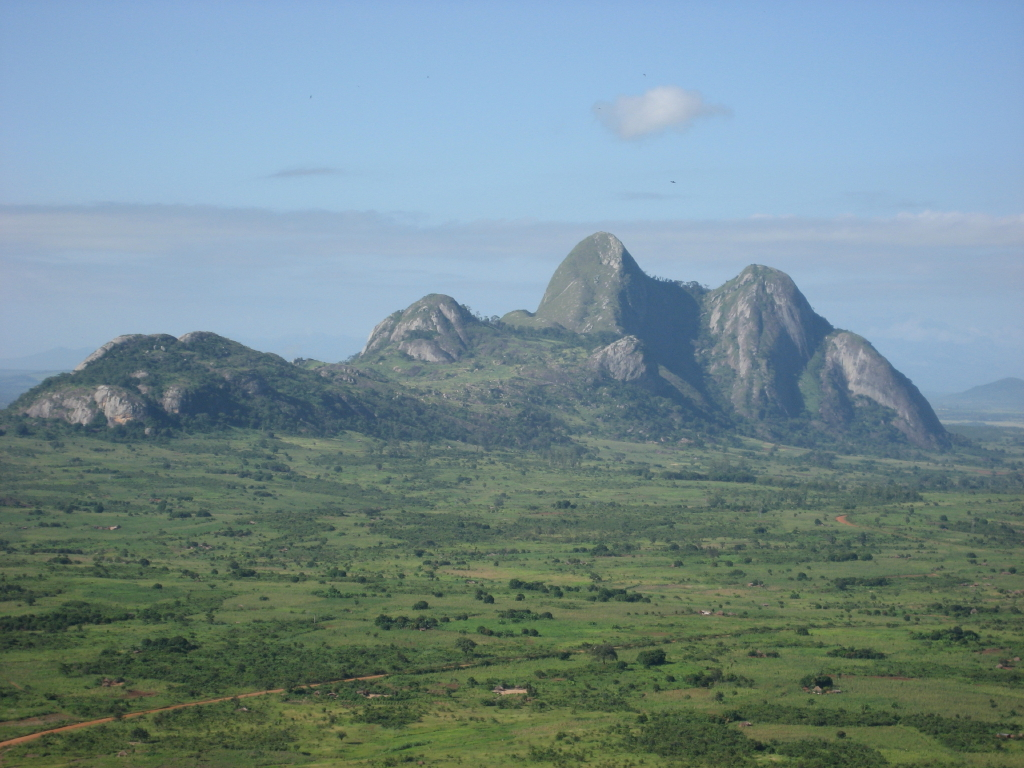
Zembe-hegy, tájkép az ország középső részén

Mozambik Délkelet-Afrikában található, az Indiai-óceán partján. Határainak hossza 4783 km, ebből Malawival 1498 km, Dél-Afrikával 496 km, Szvázifölddel (Eswatini) 108 km, Tanzániával 840 km, Zambiával 439 km, Zimbabwével 1402 km. Tengerpartjainak hossza 2470 km.
Területét a tágas fennsíkok, helyenként röghegységek jellemzik. A legmagasabb pontja, a Monte Binga (2436 m) a zimbabwei határnál található.

### Vízrajz
Az ország legnagyobb folyója a Zambézi. További jelentős folyók még az ország déli részén húzódó Limpopo és a Save, illetve a Tanzánia felé természetes határt képező Ruvuma-folyó. Mindegyik az Indiai-óceánba ömlik. Legnagyobb tava a Nyasza-tó, ami az ország északi részén, Malawi határán található. A Nyasza-tó a Shamb folyóba folyik, amely a Zambézi mellékfolyója.
Mozambik folyói nyugat felől, ahol a fennsíkok találhatók, kelet felé, az Indiai-óceán és a Mozambiki-csatorna felé vezetnek. A leghosszabb folyó az ország közepén folyó Zambézi, további folyója a Limpopo, nem messze a dél-afrikai határtól, és a Rovuma, amely Tanzánia és a Save mentén húzódik.

### Éghajlat
Az országban trópusi éghajlat uralkodik. Két évszak, a száraz és az esős évszak váltakozik. Az esős évszak december és április között van, ekkor 700–1500 mm csapadék hullik. A száraz évszak május és november között van. A hőmérséklet egész évben 25-27 °C között változik, ami az esős évszakban eléri vagy meghaladja a 30 °C-ot. Az éjszakák 15-20 °C-osak.

### Élővilág, természetvédelem
Az éghajlat és a csapadékmennyiség következtében a jellemző növényzet a szavanna.
Mozambikban mintegy 236 emlősfajt jegyeztek fel, amelyek közül 17 faj veszélyeztetettnek tekinthető. Az itt talált patás állatok között megtalálható a szavannai varacskosdisznó, a nílusi víziló és a dél-afrikai zsiráf (Giraffa camelopardalis giraffa), valamint mintegy húsz antilopfaj, köztük a jávorantilop, a Lichtenstein-tehénantilop (Alcelaphus lichtensteinii), a nagy kudu, a fekete lóantilop, a nyala, a gyűrűsfarkú víziantilop, a csíkos gnú és a Delamere-bozótiantilop. Körülbelül ötven rágcsálófaj létezik, egy tucat rákféle, több mint hatvan denevérfaj és egyetlen sünfaj, a fehérhasú sün. A főemlősöket fülesmakifélék, vervetmajmok (Chlorocebus pygerythrus), fejdíszes cerkóf, medvepávián és sárgás babuin képviselik. Van afrikai elefánt, oroszlán, leopárd, délkelet-afrikai gepárd (Acinonyx jubatus jubatus), petymeg, mongúz, hiéna, sakál és számos más húsevő faj.
Nagyszámú madár él vagy vándorol Mozambikban, 768 fajt regisztráltak, köztük 34 globálisan veszélyeztetett fajt. Néhány figyelemre méltó példa: a levéljárófélék, a gémlile, a mangrove jégmadár (Halcyon senegaloides), a Böhm-gyurgyalag, a zászlósfarkú szalakóta, az afrikai pitta, a zöldfejű oriole (Oriolus chlorocephalus), a galléros tenyérrigó (Cichladusa arquata), a sápadt batis (Batis soror - ismert mozambiki batis néven is), az karcsú bülbül, a kis bíborasztrild és a sáska pinty (Paludipasser locustella).
Nagyszámú hüllő és kétéltű él itt; az országban 225 hüllőfajt regisztráltak (a Reptile Database összeállítása alapján), és 90 kétéltűfajt (az AmphibiaWeb összeállítása alapján). Számos kígyófaj létezik, mérges fajokkal, köztük van a puffogó vipera, több fajta kobra, a fekete mamba és a boomslang.
A nem mérges kígyók közé tartozik a smaragdzöld piton, a vakond kígyó (Pseudaspis cana) és a Dasypeltis, a „tojást fogyasztó kígyó”.
A nílusi krokodil valószínűleg csak a védett területeken található meg. A sztyeppi varánusz az ország legnagyobb gyíkja, de gyakoribbak a sokkal kisebb vakondgyíkfélék, agámák, kaméleonok és házi gekkók. Itt fordul elő a leopárdteknős, valamint az édesvízi terrapin teknős három faja.
Hosszú partvonalával Mozambik számos tengeri gerincessel büszkélkedhet, köztük van mintegy húsz bálnafaj és tíz delfin, dugong, dél-afrikai medvefóka és déli elefántfóka. Az országban számos tengeri puhatestűfaj található, valamint rengeteg szárazföldi csiga és meztelen csiga.

#### Nemzeti parkjai
- Banhine Nemzeti Park, Parque Nacional de Banhine - 7000 km² Link: http://www.actf.gov.mz/parque_banhine.html Archiválva 2011. július 22-i dátummal a Wayback Machine-ben
- Bazaruto Nemzeti Park, Parque Nacional do Bazaruto - 1600 km²
- Gorongosa Nemzeti Park, Parque Nacional da Gorongosa 5370 km² Link: Parque Nacional da Gorongosa
- Limpopo Nemzeti Park, Parque Nacional do Limpopo - 10 000 km² Link: http://arquivo.pt/wayback/20090520140254/http%3A//www.actf.gov.mz/parque_limpopo.html
- Quirimbas Nemzeti Park, Parque Nacional das Quirimbas - 7500 km²
- Zinave Nemzeti Park, Parque Nacional do Zinave - 6000 km² Link: http://www.actf.gov.mz/parque_zinave.html Archiválva 2011. október 5-i dátummal a Wayback Machine-ben

### Veszélyforrások
Elhúzódó aszályok; trópusi ciklonok, és a nyomukban járó áradások, főleg az ország középső és déli részén.
Elsivatagosodás, talajerózió, erdőirtás, vízszennyezés (kézi erővel végzett bányászat miatt), felszíni és tengerparti vizek szennyezése, állatvilág pusztítása (pl. elefántok orvvadászata az elefántcsont miatt).

## Történelem

### Kezdetek
Őslakói a koiszan népekhez tartozó busmanok voltak, akiket kb. 2000 éve az észak felől érkező bantu nyelvű népek a dél-afrikai térségbe szorítottak.

### Középkor

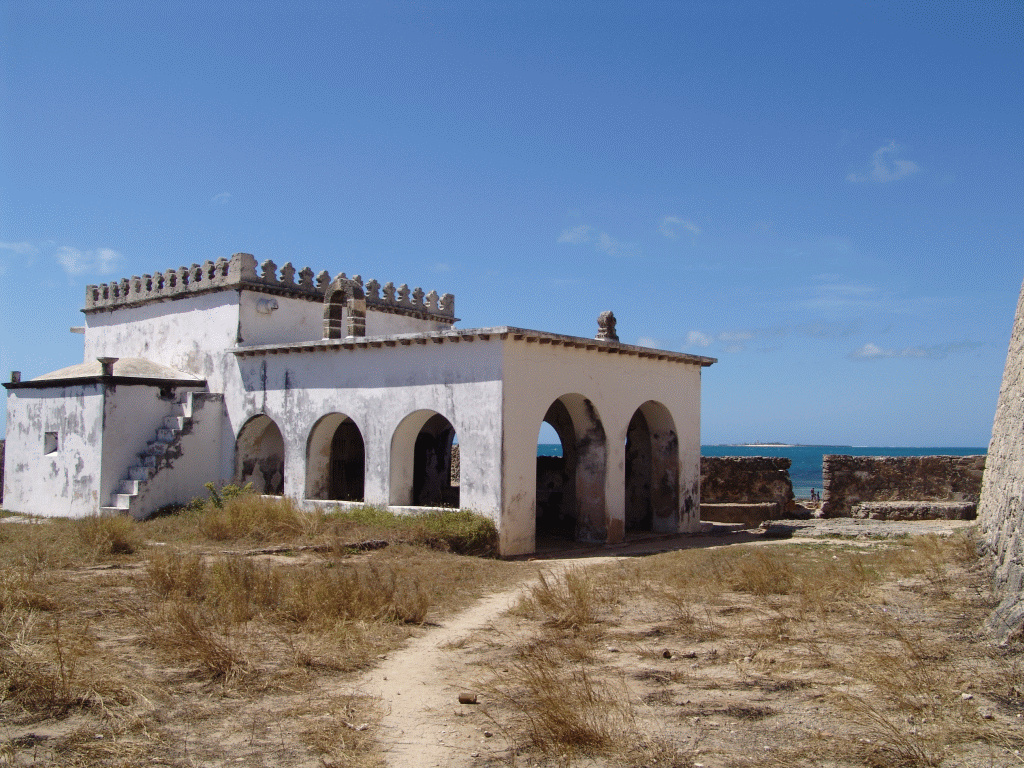
Egy, még a gyarmatosító portugálok által épített kápolna az 1500-as évekből a Mozambik-szigeten

A mozambiki partvidéken a 10. században arabok telepedtek le, akik arannyal, elefántcsonttal és rabszolgákkal kereskedtek. Az ország belsejében a 15. században az aranybányákkal rendelkező, gazdag Monomopata (Zimbabwe) bantu birodalom áll fenn.
Az országot 1498-ban Vasco da Gama fedezte fel Európa számára. Az ország székhelye Mozambik szigete lett (Ilha de Moçambique). A portugál uralom lassan terjeszkedett nyugat felé. Aranyat és rabszolgát kutató kereskedők és kalandorok terjesztették, akik nagyfokú autonómiát élveztek a központi hatalommal szemben.

### 20. század
A 20. század elejére Mozambik igazgatása brit tőkével működő nagy magántársaságok kezébe került. Ezek voltak pl: Mozambique Company, Zambezi Company, Niassa Company. A társaságok vasútvonalakat építettek a szomszédos országokba, és munkaerőt exportáltak - gyakran erőszakkal - a közeli brit gyarmatok és Dél-Afrika bányáiba, ültetvényeire.
1917-ben a németek foglalták el az országot. 1919-ben ismét Portugália gyarmata lett. 1951. június 11-én Portugália tengerentúli tartományává vált, majd 1973-ban egy portugál-mozambiki átmeneti kormány alakult.
Mozambik 1975. június 25-én Samora Machel vezetésével elnyerte függetlenségét. 1976-ban kirobbant a mozambiki polgárháború a kormányzó párt és a jobboldali erők között, amely csak 1992-ben fejeződött be.
A központi kormányt a Szovjetunió és a többi szocialista ország támogatta. Szocialista irányzatú politikát folytatott, de hatalma leginkább csak a városokra terjedt ki. Helyzete akkor változott meg, amikor ellenségei fő támogatói - Rhodesia és Dél-Afrika - alapvető változáson estek át, majdnem ugyanakkor azonban a Szovjetunió is felbomlott.
Az ország 1990-ben köztársasággá vált. Új alkotmányt fogadtak el, majd 1994-ben megtartották az első többpárti választásokat. Egy évvel később Mozambikot felvették a brit Nemzetközösségbe annak ellenére, hogy sohasem volt brit gyarmat, gazdasági kapcsolatai azonban a környező országokhoz kötik.

### 21. század
2008-ban nagyon súlyos áradások voltak Mozambikban, amik rengeteg ember halálát okozták.
A Renamo nevű szervezet 2012-ben felmondta a polgárháborút lezáró 1992-es békemegállapodást, mert a hadsereg megtámadta és elfoglalta központi táborukat. 2013 áprilisa óta támadásokat intéztek a közúti és a vasúti forgalom ellen az ország észak–déli tengelyén.
2014-ben Armando Guebuza mozambiki elnök és a Renamo vezére, Afonso Dhlakama békemegállapodást írt alá a két éve tartó harcok lezárásáról. Dhlakama jelentős lépésként méltatta a megállapodást, amely a reményei szerint segít véget vetni az "egypártrendszernek". A két fél megegyezett abban, hogy a Renamo harcosait integrálják a hadseregbe, és arról is, hogy a szervezet erősebben képviseltetheti magát a választásokat felügyelő hatóságokban.
2015 nyarára megtisztították az országot a taposóaknáktól, amelyeket a függetlenedési harcok, majd a polgárháború idején telepítettek. Közel 171 ezer aknát szedtek fel. 2017-ben az ország északi, földgázkészletekben gazdag tartományában, Cabo Delgadóban iszlamista felkelés kezdődött, az alacsony intenzitású gerillaháború jelenleg (2022) is zajlik. A konfliktus során több mint 4000-en vesztették életüket és csaknem 800 000 ember kényszerült elmenekülni.

## Politika és közigazgatás
Az ország egy félelnöki rendszerű köztársaság.

### Törvényhozás, végrehajtás, igazságszolgáltatás
A törvények a portugál polgári törvényeken alapulnak, ami a helyi szokásjoggal keveredik. A vidéki területeken, ott, ahol főleg muszlim lakosság él, az iszlám jogot alkalmazzák.
18 éves kortól lehet szavazni.

### Zászló, nemzeti színek
A nemzeti színek, amik a zászlón is tükröződnek: zöld, fekete, sárga, fehér, piros.
Jelentésük: 
- zöld - a föld gazdagsága
- fehér - béke
- fekete - Afrika, „a fekete kontinens”
- sárga - az ország ásványkincsei
- piros - küzdelem a függetlenségért

### Közigazgatási beosztás
Mozambik 10 tartományra és a főváros területére oszlik, amelyek a következők:
| Mozambik tartományai | 1. Cabo Delgado 2. Gaza 3. Inhambane 4. Manica 5. Maputo város 6. Maputo tartomány 7. Nampula 8. Niassa 9. Sofala 10. Tete 11. Zambezia |

## Népesség
Várható élettartam: (2020-as becslés)
- teljes lakosság: 55,9 év
- férfiak: 54,4 év
- nők: 57,4 év

### Népességének változása
| Lakosok száma | 7 647 284 | 8 657 157 | 9 882 718 | 11 527 369 | 13 200 833 | 13 567 959 | 16 463 426 | 19 319 894 | 22 762 525 | 29 668 834 |
|               | 1960      | 1966      | 1972      | 1978       | 1984       | 1990       | 1996       | 2002       | 2008       | 2017       |

### Etnikai megoszlás

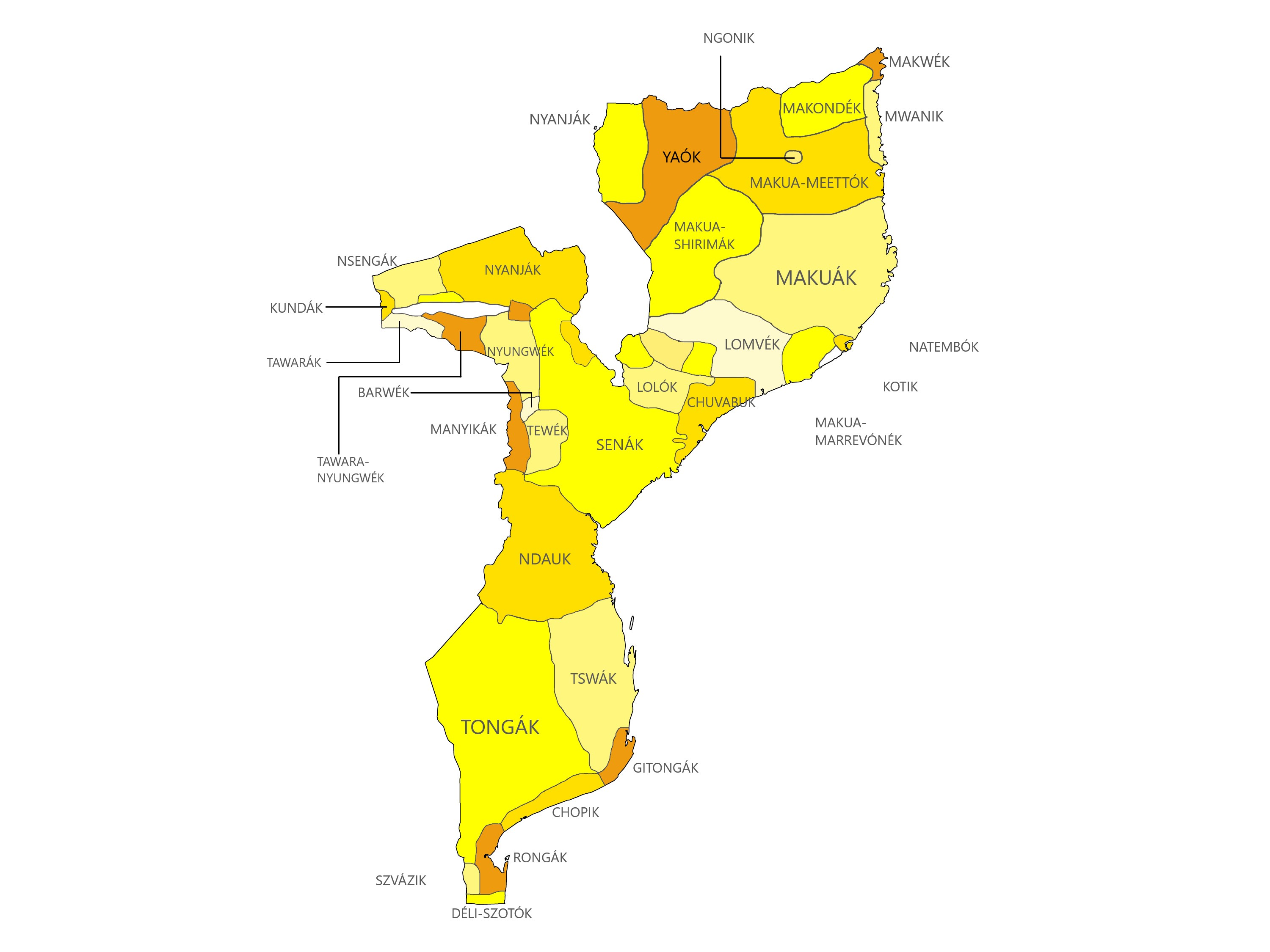
Mozambik népcsoportjai

Mozambikban kb. 78 népcsoport él, akik több mint 40 féle nyelvet beszélnek.
A két legnagyobb etnikum: az északi partvidéken a makua (makhuwa) - a lakosság 47%-a, délen a tonga - a lakosság 23%-a. További fő etnikumok: 12% malawi, 11% shona, 4% yao, 1,7% kínai.

### Nyelvi megoszlás
Az ország hivatalos nyelve a portugál. A legtöbb ember által beszélt nyelv a makua. Északon, a tanzániai határ közelében széles körben használt közvetítőnyelv a szuahéli.
Ezenkívül elsősorban a makonde, a csicseva, a malawi, a szena, a ndau, a tswa, a tonga (tsonga) és a nyungwe nyelvet beszélik.

### Vallási megoszlás
2007-es becslés alapján: római katolikus 28,4%, muszlim 18%, keresztény cionista (zionist - afrikai független keresztény egyház) 15,5%, protestáns 12,2% egyéb: közel 7%, vallás nélküli vagy törzsi vallású: kb. 19%. Az iszlám főleg északon jellemző.

## Gazdaság

### Általános adatok
Az ország gazdasága rendkívül elmaradott, amely részben az 1994-ben lezárult, 20 éven át tartó polgárháború következménye. A legkevésbé fejlett országok egyike. 2009-ben a lakosság 52%-a élt a szegénységi küszöb alatt.
A feszült belpolitikai helyzet a közelmúltig távol tartotta a befektetőket Mozambiktól. Az utóbbi időben azonban jelentős gázkészleteket fedeztek fel a tengerpart közelében. Amennyiben megkezdődik ezek kiaknázása, Mozambik a világ negyedik legjelentősebb gázkitermelőjévé léphet elő Oroszország, Irán és Katar után.
Két nagy nemzetközi konzorcium - az ExxonMobil és az Anadarko amerikai vállalatok vezetésével - jóváhagyást kér a hatalmas földgázlelőhelyek kiaknázására az ország északi területén lévő Cabo Delgado tartomány partjainál, amely potenciálisan Afrika legnagyobb infrastrukturális projektjévé válhat. A kormány előrejelzése szerint ezekből a projektekből származó cseppfolyósított földgáz értékesítése évente több milliárd dollár bevételt hozhat valamikor 2022 után.

#### Foglalkoztatottság
A munkanélküliség:  24,5% (2017-es becslés)

#### Villamos energia
21 millió fő nem kap villamos energia ellátást (2017-es becslés).
- Vízerőmű: 83%
- Fosszilis energia: 16%
- Megújuló energiaforrás: 1%

#### Mezőgazdaság

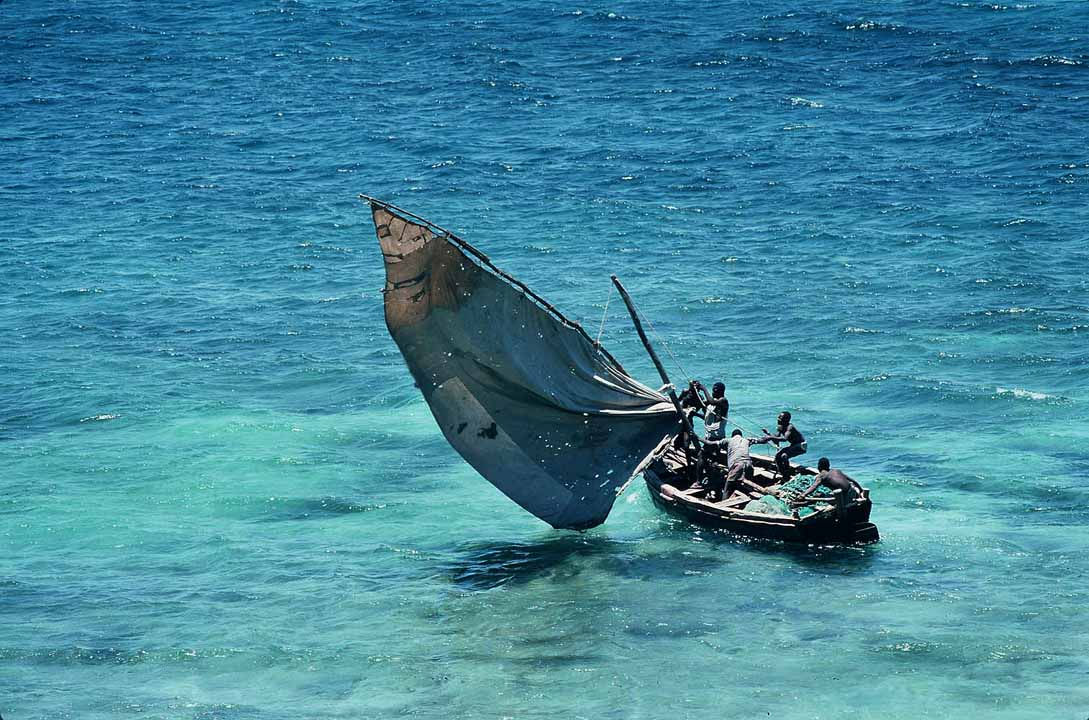
Hagyományos halászhajó

A földterület 18%-a erdő és cserje, 4% szántó, 55% rét és legelő.
Fő exportcikke a kesudió, amelyből a világpiac fő ellátója.
Az északi országrészen kevés gyapotot és szizált, a belső országrészen kukoricát és kölest, a parti síkságon rizst termesztenek, de ezek mennyisége csak a lakosság részére elegendő. A Zambézi és a Limpopo torkolatvidékén cukornádültetvények találhatók. További termények: tea, manióka (manióka, tápióka), burgonya, kókuszdió, citrusfélék és a trópusi gyümölcsök.
A Mozambiki-felföld falvaiban legeltető szarvasmarha- és kecsketartás jellemző.
Szerény méretű fakitermelés is van az országban. Az öntözött terület nagysága 1180 km² (2012-es becslés).

#### Ipar
Ásványkincsei: vasérc, bauxit, színesércek, de a források szinte feltáratlanok. Kevés kőszenet is bányásznak.
A Zambézi folyó Cabora Bassa zuhatagánál működik a legnagyobb vízerőmű, amelyből a Dél-afrikai Köztársaságba is továbbítanak elektromos áramot.
Jelentősebb iparágai: alumínium- és kőolajipar, vegyi anyagok (műtrágya, szappan, festékek), textil-, cement, üveg, azbeszt, dohány, élelmiszer, italgyártás.
A fővárosban, Maputóban élelmiszer-feldolgozó, pamutfonó- és szövőüzemek, valamint cementgyár, kőolaj-finomító és acélöntöde működik .

#### Kereskedelem
Főbb külkereskedelmi termékei:
- Export: alumínium, garnélarák, kesudió, gyapot, cukor, citrusfélék, fűrészáru, villamos energia
- Import: gépek és berendezések, járművek, üzemanyag, vegyszerek, fémtermékek, élelmiszerek, textília

Főbb külkereskedelmi partnerei 2017-ben:
- Export: India 28,1%, Hollandia 24,4%, Dél-afrikai Köztársaság 16,7%
- Import: Dél-afrikai Köztársaság 36,8%, Kína 7%, Egyesült Arab Emírségek 6,8%, India 6,2%, Portugália 4,4%

### Közlekedés

#### Közút
A közúti közlekedés a bal oldalon zajlik. Több mint 30.000 km hosszú az úthálózat, ennek többsége nem szilárd burkolatú.
Szárazföldi közlekedésre az országon belül a buszokat (machibombo) használják; a nagyobb településeket jó minőségű úthálózat köti össze. Kisebb városokba minibusszal (chapa) lehet eljutni, amik általában zsúfoltak, és naponta csak egyszer közlekednek. Az indulások igen korán történnek, általában hajnali 3 és 6 óra között.

#### Vasút
A vasútvonalak hossza: 4787 km (2014-es becslés). Nyomtávolság: 1067 mm.

#### Vízi
Az ország nagyobb kikötői: Maputo, Beira és Nacala. Kisebb kikötők:  Pemba, Quelimane, Lumbo.
A Zambézi folyó alsó folyása az Indiai-óceántól felfelé 650 km hosszúságban, azaz a Cahora Bassa-víztározóig hajózható, bár a folyó a száraz évszakban sok helyen sekély.
Az országban összesen 3750 km folyószakasz hajózható.

#### Légi
Az országban 98 db repülőtér található. Ezek közül szilárd burkolatú 21 db.  3000 méter hosszúságot elérő kifutópályával mindössze egy rendelkezik, ez Maputo közelében van.

### Kommunikáció
A mobil szegmens erőteljes növekedést mutat; gyenge a vezetékes infrastruktúra, ami azt jelenti, hogy a legtöbb internet hozzáférés mobil hálózaton keresztül történik. DSL, kábeles szélessáv, WiMAX (nagy távolságú szélessáv), 3G és néhány optikai szélessáv elérhető. Az első LTE-szolgáltatás 2018-ban indult; kormányrendelet teszi kötelezővé a SIM-kártyák regisztrációját; a tenger alatti kábelek csökkentették a sávszélesség használat költségeit (2020).
Internet eléréssel rendelkezik a lakosság 17,5%-a, ami 4,5 millió főt jelent. (2016-os becslés)

#### Egyéb telekommunikációs adatok
| Hívójel prefix | C8-C9 |
| ITU zóna       | 53    |
| CQ zóna        | 37    |

### Média
1 db állami fenntartású tévéállomás kiegészítve saját tévéállomással; elérhető a portugál állami tévé afrikai szolgáltatása, az RTP Africa és a brazil tulajdonban lévő Miramar TV; az állam által működtetett rádió közel 100%-ban területi lefedettséget biztosít és több nyelven sugároz; számos magántulajdonban lévő és közösségi üzemeltetésű állomás létezik; több nemzetközi műsorszóró közvetítése elérhető (2019-es adatok).
A legfontosabb rádióadó a Rádio Moçambique. Állami televíziók a TVM (Televisão de Moçambique) és az 1 Kanal.
Napilapok: Notícias (Maputo), Diário de Moçambique, Faxzeitungen Mediafax, Imparcial és Vertical.
Hetilapok: Domingo, Zambeze, Savana, Demos, Jornal da Tarde, Politische Zeitschrift, Tempo

## Kultúra

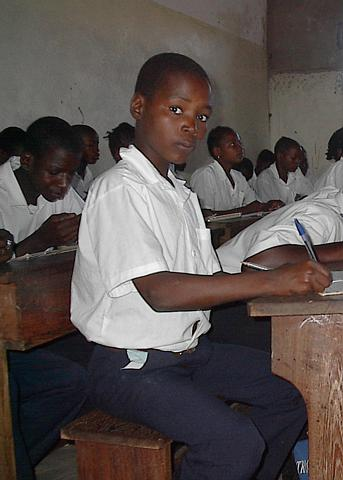
Iskolások a tanteremben

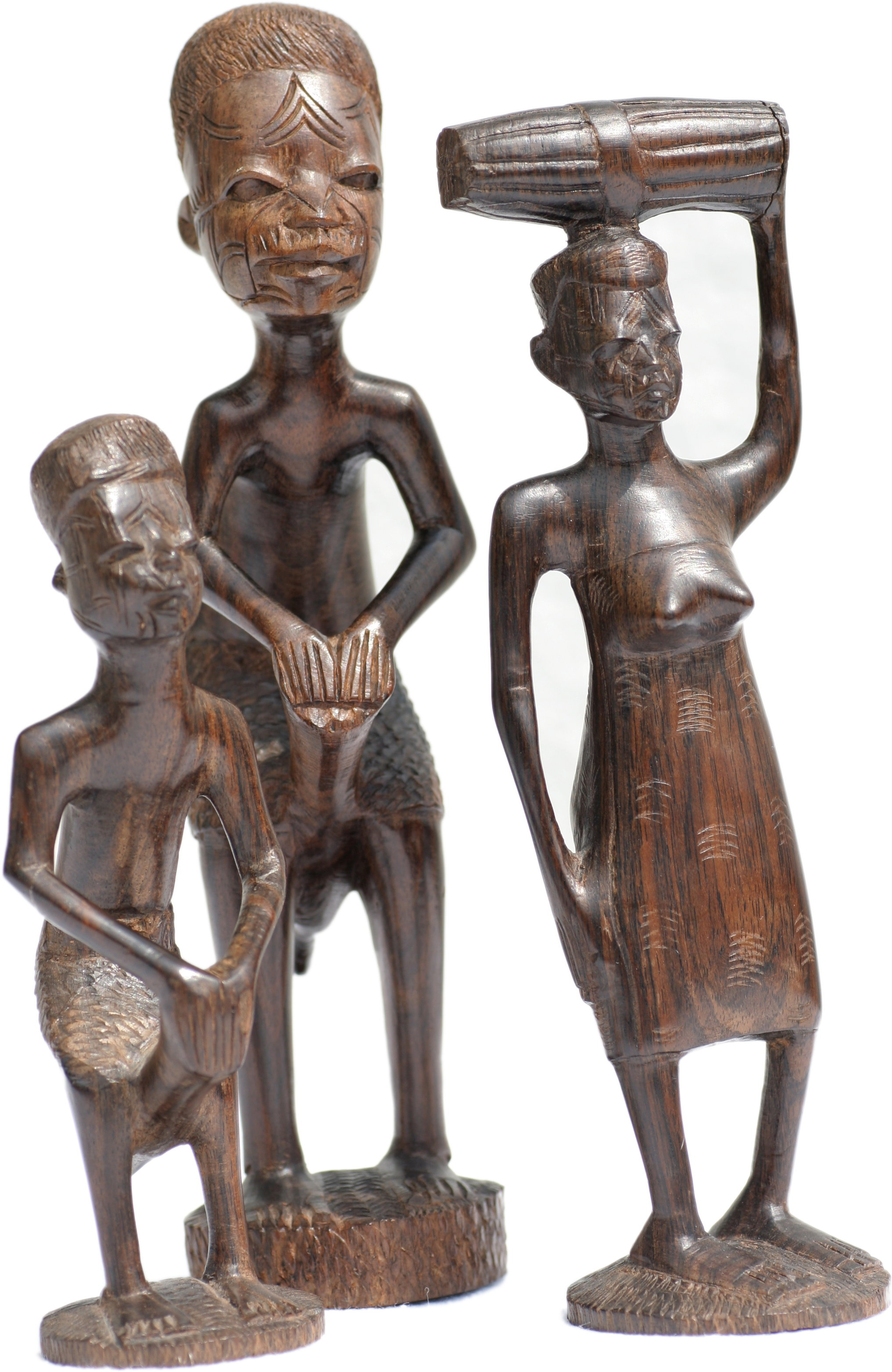
Fából készült szobrok

### Oktatási rendszer
Mozambikban a felnőttek 40%-a nem tud olvasni és írni. A nők 50%-a analfabéta.
Az országnak 4 egyeteme van, kettő az állam (Eduardo-Mondlane-Egyetem, Pädagogische Egyetem Maputo) és kettő félig az állam tulajdona (Beirai Katolikus Egyetem és Mussa Bin Bik Egyetem).

### Kulturális intézmények

#### Kulturális világörökség
Mozambique szigete, illetve az azon épült város volt a portugál gyarmatosítás korában Mozambik központja. Akkor nem tartozott a gyarmathoz a mai ország belső területe, viszont a városból igazgattak portugál támaszpontokat a mai Tanzániában és Kenyában. Az ekkor épült erődöt és várost az UNESCO kulturális világörökséggé nyilvánította.

### Gasztronómia
A mozambiki konyhát nagyban befolyásolta a portugál gasztronómia. A gyarmatosítók számos új fűszer- és haszonnövényt honosítottak meg. A leggyakoribb étel a chi-mach nevű, kukoricalisztből készült sűrű kása. Szénhidrátok tekintetében a legfontosabbak a tápióka és rizs, ezeket zöldségek, hús, bab vagy halak mellé fogyasztják. Egyéb jellemző hozzávalók még a helyi konyhán a kesudió, hagyma, babérlevél, fokhagyma, koriander, paprika, pirospaprika, cukornád, köles, cirok és burgonya.

## Turizmus

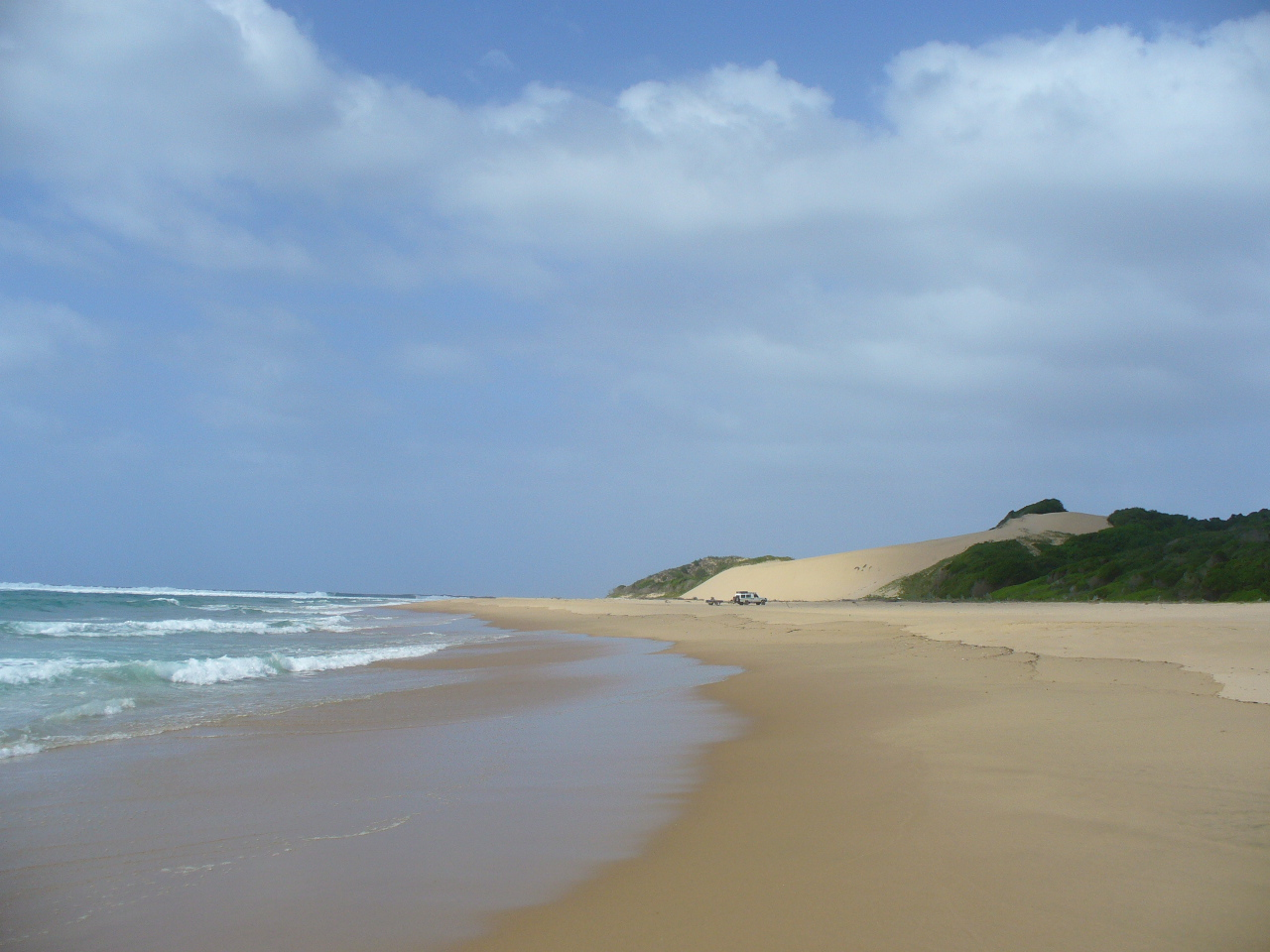
Az Indiai-óceán partja Maputo közelében

A súlyok, mértékek, távolságok a metrikus rendszert alkalmazzák. Elektromosság: 220-240 Volt, 50 Hz, dél-afrikai kettő vagy három pólusú, kerek, fali csatlakozó.
A beutazáshoz vízum szükséges. Kedvező időszak az ország meglátogatására a május-júniustól novemberig terjedő időszak, ez a szárazabb, hűvösebb évszak. Decemberben, különösen karácsony és újév környékén, továbbá húsvétkor és augusztusban a szomszédos Dél-Afrika turistái megtöltik a déli terület szállodáit.
Turisták számára fontos kulcsszó a paciência (portugál nyelven: „türelem”). A „nyugati” stílusú türelmetlenség kontraproduktív, ezért nem ajánlott, különösen a hivatalos ügyek intézésénél.
A háború maradványai, a taposóaknák több helyszínen még nincsenek hatástalanítva.

### Főbb látnivalók
- A Bazaruto-szigetek
- A Mozambik-sziget
- Az ország déli részének tengerpartja
- Maputo éjszakai élete
- A nemzeti parkok és rezervátumok

## Betegségek
- HIV, AIDS
- malária

## Ünnepnapok
| Dátum          | Ünnep                 |
| -------------- | --------------------- |
| Január 1.      | Újév napja            |
| Február 3.     | Mozambiki hősök napja |
| Április 7.     | A mozambiki nők napja |
| Május 1.       | A munka ünnepe        |
| Június 25.     | A függetlenség napja  |
| Szeptember 7.  | A győzelem napja      |
| Szeptember 25. | A hadsereg napja      |
| Október 4.     | A béke napja          |
| December 25.   | A család napja        |